# グリコ (菓子)

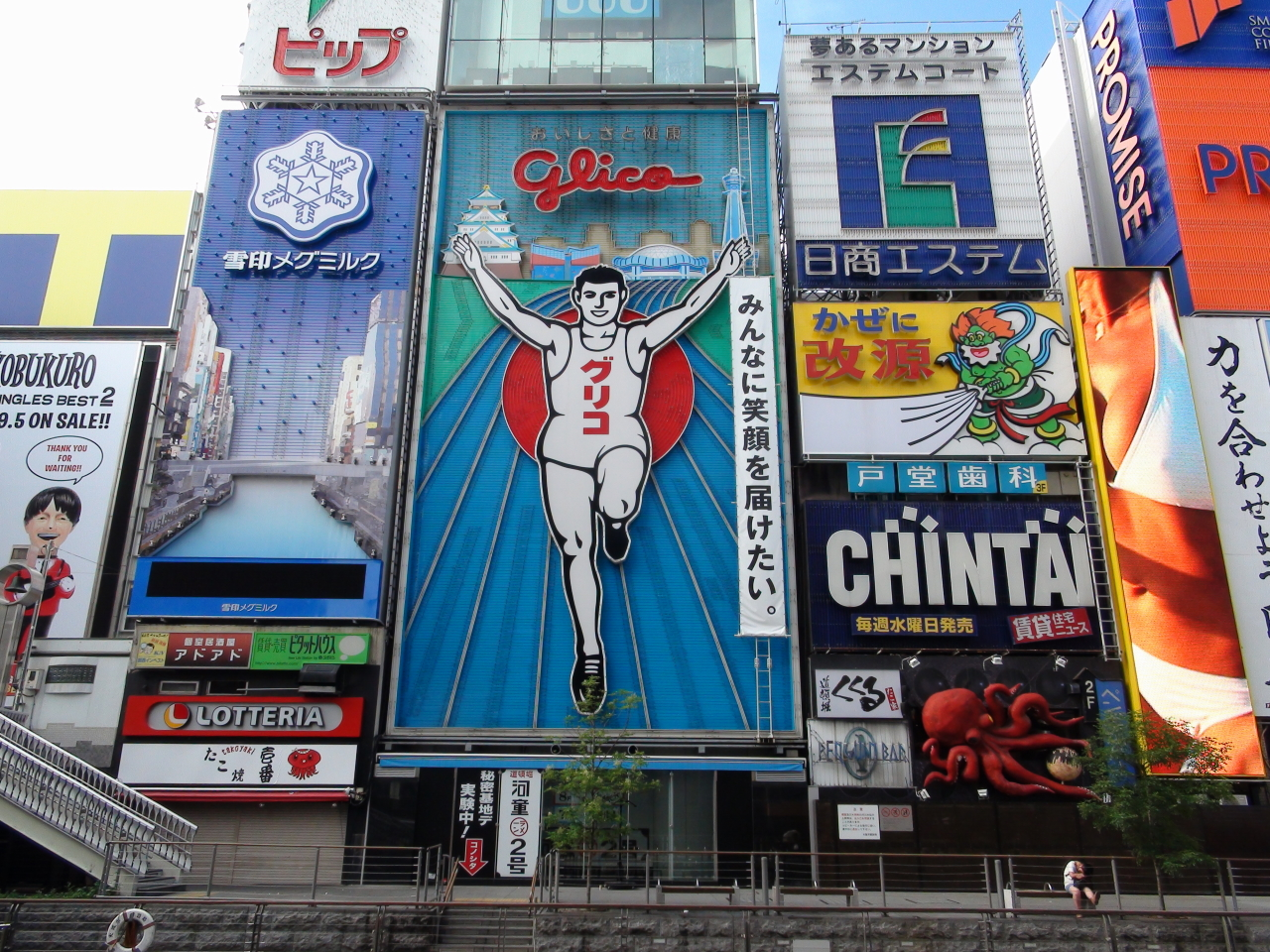
道頓堀グリコサイン

グリコは江崎グリコから発売されている玩具付きキャラメルで、同社の登録商標（日本第307367号ほか）である。商品名は、成分として含まれているグリコーゲンに由来する。1922年（大正11年）発売、森永ミルクキャラメル（森永製菓）、明治キャラメル（明治）と共に古い歴史を持つキャラメルの一つ。
キャッチコピーは「ひとつぶ300メートル」。これは1粒（16.5kcal、約69.1kJ）に300メートル走るのに必要なカロリーが含まれているという意味である。

## 歴史
- 1922年 - 大阪の三越で販売開始。
- 1923年 - おまけとしてカードが封入される。
- 1927年 - おまけとして大阪造幣局で作られた銅製のメダルが封入される[2]。
- 1931年 - 専用の自動販売機が作られる。
- 1953年 - キャラメルの形状が角型になる。
- 1987年 - キャラメルの形状がハート型に戻る。「みんなのおもちゃ」が追加される。
- 1992年 - パッケージが現在のものになる。
- 2001年 - タイムスリップグリコ第1弾発売。

## マーク
マラソン選手らしき男性が両手と片足を上げているのが特徴的なロゴマークについて、俗に「バンザイマーク」などとも呼ばれているが、江崎グリコは「ゴールインマーク」と呼称している。大阪・道頓堀川の戎橋には、ゴールインマークをもとにした巨大看板（道頓堀グリコサイン）がある。
郷里の佐賀でグリコーゲンを含む菓子「グリコ」の開発にあたっていた江崎利一は、地元の八坂神社（現在の佐賀市蓮池町）の境内で駆けっこをしている子供が両手を上げてゴールを決める姿を見た。この姿をモチーフに「健康への近道となるスポーツの象徴」の思いをもとに、図案化したものが「ゴールインマーク」である。また蔵・ペンギン・鳩もトレードマークの候補となっていたものの、ゴールインマークが子供たちの支持を集めて採用されることとなった。
「ゴールインマーク」は、基本的なポーズはそのままに、表情や体型の微修正が行われており、現在（2023年時点）は1992年に更新された「7代目」が使用されている。

### マークの変遷
※それぞれのマークについては、出典ページで確認できる。
初代（1922年 - 1927年）
ランナーのランニングシャツには「グリコ」の文字のほか、上部分に英文表記の「GLYCO」が加えられている。
なお、江崎はロゴマークの候補として「ゴールインマーク」のほかに象やペンギン、花などをあしらったマークを用意していた。自宅近くの芙蓉小学校（現在の佐賀市立小中一貫校芙蓉校）で教員に頼んで小学生の人気投票をとった結果、「ゴールインマーク」が選ばれたという（1週間後に再訪し、どのマークを覚えているかという「認知テスト」を行ったところ、「ゴールインマーク」が一番覚えられていたために採用が決まった、とも伝えられている）。
なお、「一粒300メートル」（当時の表記では「一粒三百米突」）というコピーも同時期に生まれている。
2代目（1928年 - 1944年）
2代目への更新については、以下のようなエピソードが伝えられている。江崎が販売の売れ行きを視察するためにデパートを訪れた際、一旦グリコを手に取りながらも棚に戻した女学生がいた。理由を尋ねた江崎に対して、女学生は「この絵の顔が怖いから」と述べた、というものである。このため、パッケージの改良が図られ、ランナーの表情は笑顔になった。「グリコ」の書体も変更された。
江崎グリコの社史『創意工夫 江崎グリコ70年史』によれば「極東オリンピックで優勝したカタロン選手や、パリオリンピックに出場した谷三三五選手、マラソンの金栗四三選手らのにこやかなゴールイン姿を参考にして書き直した」とある。
カタロン（短距離走）・谷（短距離走）と金栗は、いずれも1910年代から1920年代にかけて国際的に活躍した名選手である。フィリピン出身のカタロン選手は1917年（大正6年）と1923年（大正12年）に2回、極東オリンピック参加のため日本を訪れており、圧倒的な強さを見せた一方で、さわやかな笑顔で日本人の間に印象を残し、日本で人気となったという。カタロンは胸を張り両手を高く上げてゴールしていたことから、「ゴールインマークのモデルはカタロンである」という説が生じることになる。上記の通り、江崎グリコの見解では、「2代目」採用時ににこやかにゴールする複数選手の表情を参考にしているものの、ゴールインマークは特定個人をモデルにしていない。
3代目（1945年 - 1953年）
2代目をベースにしたデザインだが、顔つきもにこやかなものになる。英文表記が「GLYCO」から「GURIKO」に変更される。
4代目（1953年 - 1966年）
背丈がやや大きくなり、このときからランニングシャツの英文表記がなくなる。
5代目（1966年 - 1971年）
ランナーの顔が現在のものに近くなり、ふくらはぎを改良しスマートな体格とし、現在に近づいたものになってくる。
6代目（1971年 - 1991年）
江崎グリコ創立50周年を機にリニューアル。「おいしさと健康」と、英文の「★ GLICO ★ GOOD TASTE AND GOOD HEALTH ★」の文字囲みが入るようになる。
7代目（1992年 - 現在）
創立70周年を機にリニューアルされ、優しい笑顔と若々しさやダイナミックさを表したシャープなデザインに。囲みの英文が「A WHOLESOME LIFE IN THE BEST OF TASTE」に変更される。なお、2019年頃からグリコ以外の江崎グリコ社製品には「ゴールインマーク」が使用されなくなり、「glico」のCIロゴに置き換えられている。

## 種類
- グリコ
- タイムスリップグリコ
- グリコパン
- グリコキャラメルプリン
- アーモンドグリコ

江崎グリコの専門店である「ぐりこ・や」では、昔のパッケージを再現した復刻版を購入できる。
また、グリコのガム版として「スポロガム」という商品も存在した。

## 商品

### パッケージ
キャラメルの入った箱の上に、玩具の入った箱を乗せ、全体をビニール包装した状態で販売されている。ブラインド方式で販売され、開封するまでどんな玩具が入っているかわからない。

### キャラメル
グリコのキャラメルには、グリコーゲンが含まれている。これは江崎グリコ創業者の江崎利一が、カキの煮汁に含まれるグリコーゲンに着目。成長ざかりの子供に摂ってほしいとの思いからグリコが作られたからである。
形状は、珍しい立体的なハート型である。キャラメルは飴などと比べて軟らかいため、型抜きでハート型を作るのは難しかったが、ローラーを用いることによりこれを可能にした。これは業界初の試みであった。なお、1953年から1987年の間は大量生産によるコスト削減のため角型に変更されていた。1粒のカロリーは15.4kcal。

### 玩具
創業者江崎利一の「子供の二大娯楽、食べることと遊ぶことを同時に満たしてあげたい」という方針により、1922年に、グリコのおもちゃのルーツともいえる『絵カード』がキャラメルと一緒に封入された。その後1929年に今では定番となっているおもちゃ小箱が登場した。戦時中は素材が制限され、消しゴムなどの実用的なものになるなど、時代の変化とともに玩具も変わっていった。現在はほとんどの玩具がプラスチックで作られている。過去には、紙・セルロイド・陶器・竹・アンチモニー・鉄などが使われていた。江崎の意志により、公式にはおまけとは呼ばず、玩具とお菓子は対等に扱われている。
現在販売されているのは以下の種類。
- 男の子のおもちゃ - 飛行機や自動車などの乗り物が主なモチーフ。
- 女の子のおもちゃ - ままごとや人形などが主なモチーフ。
- みんなのおもちゃ - ゲームができる玩具など。
- 木のおもちゃ - 木を素材とした玩具。
- ミニ絵本

## タイムスリップグリコ
2001年に第1弾が発売された、大人をターゲットとするグリコ。過去に男の子のおもちゃ及び女の子のおもちゃでプラスチック製の車やままごと道具のミニチュアが入っていた為、それをリアルにする形でくらしシリーズ、のりものシリーズの路線が決められた。シリーズによっては、キャラメルに代わってアーモンドチョコレートが入っている場合がある。2005年に発売された大阪万博編でシリーズは中断している。
主なおまけは以下のとおり。フィギュアは海洋堂が制作している。
- フィギュア
  - くらしシリーズ、のりものシリーズ - 昭和の市民生活（家電製品や乗り物など）をモチーフとする。乗り物シリーズの乗用車と付属するフィギュアのスケールは鉄道模型でのHOスケールに相当する。
  - 鉄人28号シリーズ
  - ウルトラマンシリーズ - ウルトラマンシリーズを題材にしている。絵コンテは新世紀エヴァンゲリオンや終戦のローレライの樋口真嗣が手がけている。
  - 大阪万博 - 大阪万博のパビリオンや展示物など。
- CD
  - 青春のメロディー
  - グループ・サウンズ

- 雑誌
  - 思い出のマガジン - 過去に発売された雑誌をミニチュアサイズで復刻したもの。

## クリエイターズグリコ
2022年11月22日に販売開始。様々な業界で活躍するクリエイターとともに創作したグリコ。共同制作は海洋堂。全10種（カラーバリエーションあり）。